# Heidenauer SV
Der Heidenauer SV ist ein deutscher Sportverein aus Heidenau im Landkreis Sächsische Schweiz-Osterzgebirge.
Der Verein wurde 1948 als BSG Motor Heidenau gegründet, deren Vorgänger die 1946 gegründete SG Heidenau war. Nach der Wende wurde der Verein in HSV und SSV umbenannt. In den Saisons 1995/96 und 1998/99 erreichte die 1. Männermannschaft (Fußball) den Bezirksmeistertitel und stieg damit in die Landesliga Sachsen auf. In der Saison 2011/12 wurde der zweite Platz erreicht, wodurch der Verein in die Oberliga Nordost aufstieg.
Im Frauenfußball erreichte das Team die Qualifikation zum DFB-Pokal 2011/12 durch die Finalteilnahme des sächsischen Landespokals 2010/11. Im Faustball nahm die Herrenmannschaft zwischen 1999/2000 und der Saison 2008/09 an der 2. Bundesliga teil. In der Feldsaison spielte die Mannschaft seit 2000 – ausgenommen der Saison 2011, wo die Mannschaft an der – drittklassigen – Oberliga Sachsen teilnahm, in der 2. Bundesliga. 2014 wechselte die Abteilung zum SSV Heidenau.
Der Verein bietet folgende Abteilungen an: Fußball, Billard-Kegeln, Tischtennis, Laufsport, Bambini-Sportgruppe, Cheerleader-Sportgruppe. Der Verein hat insgesamt 530 Mitglieder (Stand 1. Januar 2012).

## Statistik
- Fußball-Herren-Bezirksmeister: 1995/96, 1998/99

## Geschichte
Der Bau des Sportstadions erfolgte von 1923 bis 1925 und musste zwei Jahre später, infolge eines verheerenden Hochwassers, neu aufgebaut werden. Der Heidenauer Sportverein wurde am 16. September 1951 als „BSG Motor Heidenau“ gegründet. Die neuentstandene Sportgemeinschaft zählte inzwischen 500 Mitglieder und bestand aus 15 Sektionen, wobei die Abteilung Fußball immer die mitgliederstärkste Sektion war und auch noch ist. Neben Faustball gab es Turnen, Schwimmen, Gymnastik, Kraftsport, Handball, Billard-Kegeln. Nach vielen Höhen und Tiefen im Vereinsleben hat der Verein 1989/1990 die Wende gut überstanden. Am 26. Juni 1990 erfolgte die Neugründung des Vereins unter dem heutigen Namen Heidenauer Sportverein (HSV)
Die meisten Hallensportarten wechselten nach der Wende zum SSV Heidenau. 1995/96 errang die 1. Fußballmannschaft erstmals den Bezirksmeistertitel und stieg damit in der Spielserie 1996/97 in die Landesliga auf. Das Spielerniveau reichte jedoch nicht für die Landesliga und man stieg wieder ab. 1999/2000 spielte man erneut für eine Saison in der Landesliga. Im Jahr 2002 konnte man die Bezirksliga nicht halten und fiel in die Bezirksklasse zurück. Den absoluten Höhepunkt im Verein gab es 2012 mit dem Aufstieg der 1. Fußballmannschaft in die Oberliga Süd. Dort musste man allerdings 2014 wieder in die Sachsenliga absteigen. Am 21. Juni 2016 gab der Vorstand bekannt, dass er die 1. Fußballherrenmannschaft aus der Landesliga Sachsen zurückziehen wird, um sich zukünftig verstärkt im Nachwuchsbereich profilieren zu wollen und dort die vorhandenen finanziellen Mittel zu konzentrieren.

## Personen
- Pavel Dobrý
- Christian Fröhlich
- Tomaš Heřman
- Marcus Hesse
- Ronny Jank
- Miroslav Janota
- Axel Keller
- Arne Reetz
- Robert Scannewin
- Mirko Soltau
- Swilen Stoilow
- Vít Turtenwald